# Percina maculata
Percina maculata és una espècie de peix de la família dels pèrcids i de l'ordre dels perciformes. Va ser descrit pel zoòleg francès Charls Frédéric Girard el 1859.

## Morfologia
Els adults poden assolir fins a 11 cm de longitud total.

## Distribució geogràfica
Es troba a Nord-amèrica.